# Brezakovec
Brezakovec is een plaats in de gemeente Zagorska Sela in de Kroatische provincie Krapina-Zagorje. De plaats telt 86 inwoners (2001).